# Eliakerk (Nizjni Novgorod)
De Kerk van de Heilige Profeet Elia (Russisch: Церковь святого пророка Божия Илии) is een Russisch-Orthodoxe Kerk net buiten de muren van het kremlin van de Russische stad Nizjni Novgorod.

## Geschiedenis
De kerk werd in 1506 gebouwd als een dankbetuiging aan God voor de ontzetting van de belegering door Wolga-Tataren en Nogai in 1505. Volgens een legende zou op de plaats van de kerk de tent hebben gestaan van een Nogai prins die er door een schot vanaf de muren van het kremlin zou zijn gesneuveld, waarna de legers van de khan van Kazan in paniek vluchtten. In het jaar 1655 werd de houten kerk vervangen door een stenen kerk. De kerk werd in 1874 verbouwd en verloor daarbij vier van de vijf koepels.
In 1932 werd de Eliakerk door de stalinistische autoriteiten gesloten voor de eredienst. Na de sluiting deed het gebouw dienst als bakkerij.
De kerkdiensten werd in 1995 hervat. Momenteel vinden er nog herstelwerkzaamheden aan de kerk plaats.

## Locatie
De kerk is gelegen aan de Potsjainskaja Oelitsa 5, Niznji Novgorod.